# Fort Mackinac
Fort Mackinac ist eine Festung des späten 18. Jahrhunderts auf der Insel Mackinac Island im US-Bundesstaat Michigan. Sie sicherte die strategisch wichtigen Straits of Mackinac (Mackinacstraße), den Übergang zwischen dem Michigansee und dem Huronsee.

## Geschichte

### Amerikanischer Unabhängigkeitskrieg
Vor 1763 hatten die Franzosen die Straits of Mackinac durch das Fort Michilimackinac an der südlichen Küste der Passage kontrolliert. Nach dem Ende des französischen Kolonialreichs durch den Franzosen- und Indianerkrieg (Siebenjähriger Krieg) und den anschließenden Frieden von Paris übernahmen britische Truppen das Fort. Da die britischen Militärs seine Lage für zu exponiert und schlecht zu verteidigen hielten, bauten sie während des Amerikanischen Unabhängigkeitskriegs 1780–1781 ein neues, steinernes Fort auf den Felsen von Mackinac Island. Wie mehrere andere Befestigungen im Westen (Fort Niagara, Fort Oswego, Fort Detroit) blieb Fort Mackinac nach dem Ende des Kriegs in britischer Hand, obwohl das Gebiet den USA zugeschlagen worden war. Erst 1796, nach dem Abschluss des Jay-Vertrags, zog die britische Garnison ab.

### Krieg von 1812
Bei Beginn des Kriegs von 1812 war Fort Mackinac von einer amerikanischen Garnison von 60 Mann unter dem Kommando von Leutnant Porter Hanks besetzt. Der britische Generalmajor Sir Isaac Brock, der den Ausbruch des Kriegs vorhergesehen hatte, schickte frühzeitig eine Expedition aus britischen und indianischen Truppen, um Fort Mackinac vor dem Bekanntwerden der Kriegserklärung zu überraschen. Die Angreifer landeten am Morgen des 17. Juli 1812 am Nordende der Insel, umstellten das Fort und richteten zwei Geschütze darauf. Die Amerikaner kapitulierten daraufhin ohne Kampf. Nach der Einnahme der Insel baute die neue britische Garnison unter Oberst Robert McDouall auf dem höchsten Punkt der Insel eine Fort George bezeichnete Befestigung. Die Eroberung von Fort Mackinac war ein psychologisch äußerst wichtiger Erfolg, der auf die Indianer einen großen Eindruck machte und sie dazu bewog, sich den Briten anzuschließen.
Im Juli 1814 versuchten die Amerikaner, die Insel zurückzuerobern. Der Angriff war Teil einer von Oberst George Croghan und seinem Vorgesetzten General Harrison erdachten Kampagne, die darauf abzielte, die Pelzhandelsverbindungen zwischen den Briten und den Indianern zu unterbrechen. Am 27. Juli erreichte eine Schwadron von fünf US-Kriegsschiffen mit 700 Soldaten die Insel. Croghan musste jedoch feststellen, dass Fort George zu hoch lag, um von den Geschützen der Kriegsschiffe erreicht zu werden. Die Amerikaner konzentrierten sich deshalb auf Fort Mackinac und beschossen es zwei Tage lang, jedoch ohne nennenswerten Effekt, da die meisten Geschosse in den Gemüsegärten der Garnison landeten.
Nachdem die Amerikaner durch einen dichten Nebel für eine Woche zum Rückzug von der Insel gezwungen wurden, landeten sie ihre Truppen unter Major Andrew Holmes am Südende der Insel. Die Amerikaner mussten sich durch dichten Wald kämpfen und gerieten schließlich in einen sorgfältig postierten britischen Hinterhalt. Bei dem anschließenden Gefecht hatten die Amerikaner 12 Tote – darunter Major Holmes – und 51 Verwundete zu beklagen und zogen sich fluchtartig zurück um im Anschluss die Insel gänzlich zu räumen. Komplettiert wurde dieser Misserfolg durch den Verlust von zwei von Croghan zurückgelassenen Schiffen, die im September durch einen Handstreich britischer Seeleute und Soldaten genommen wurden. Die Briten hielten Fort Mackinac bis zum Ende des Kriegs besetzt.

### 19. und 20. Jahrhundert
Nach dem Ende des Kriegs und dem Abzug der britischen Garnison übernahmen wieder US-Truppen das Fort, das nach dem Kommandeur des erfolglosen Angriffs von 1815 Fort Holmes benannt wurde. Während des 19. Jahrhunderts war das Fort Ausgangspunkt wichtiger Entdeckungsreisen in das nördliche Gebiet des heutigen Staats Michigan, unter anderem für die Forschungsreise von Lewis Cass zu den Quellen des Mississippi River. Den Posten eines Indianeragenten hatte in den 1830er Jahren zeitweilig Henry Schoolcraft inne, der ein Pionier der Erforschung von Indianersprachen war.
Von 1875 bis 1895 waren das Fort und ein großer Teil der Insel Bestandteil des Mackinac National Park, des zweiten Nationalparks der USA nach dem Yellowstone National Park. Danach wurde es an den Staat Michigan übertragen und in den Mackinac Island State Park umgewandelt, dem ersten State Park in Michigan. Das Museum Fort Mackinac umfasst 14 historische Gebäude und zieht jedes Jahr etwa 800.000 Besucher an.